# Borūnābād (ort i Iran)
Borūnābād (persiska: برون آباد, بهجت آباد) är en ort i Iran.   Den ligger i provinsen Kerman, i den sydöstra delen av landet, 1 000 km sydost om huvudstaden Teheran. Borūnābād ligger 820 meter över havet och antalet invånare är 118.
Terrängen runt Borūnābād är platt. Runt Borūnābād är det glesbefolkat, med 14 invånare per kvadratkilometer. Närmaste större samhälle är Moshk, 4,6 km sydväst om Borūnābād. Trakten runt Borūnābād är ofruktbar med lite eller ingen växtlighet.